# Get Real – Von Mann zu Mann
Get Real ist ein britischer Film des Regisseurs Simon Shore, der auf dem Edinburgh International Film Festival Premiere hatte. Das Drehbuch schrieb Patrick Wilde nach seinem Theaterstück What’s Wrong with Angry?.

## Handlung
Der sechzehnjährige Steven Carter ist schwul, das weiß er schon, seit er elf war. In seiner provinziellen Heimatstadt ist das ein echtes Problem. Bisher wusste sonst nur seine beste Freundin Linda davon. Diese unterstützt ihn bei seinem Coming-out. Zu dem kommt es, nachdem Steven sich in John Dixon, den Schönling der Schule, verliebt hat und seine Gefühle zur Überraschung aller auch erwidert werden. Da John jedoch die Macho-Fassade aufrechterhalten will, müssen alle Treffen geheim bleiben. Steven hält es dann aber nicht länger aus. Zunächst reicht er anonym einen Artikel über die Probleme homosexueller Jugendlicher bei der Schülerzeitung ein. Später outet er sich während einer Preisverleihung vor der ganzen Schule. Da John nicht über seinen Schatten springen kann, bedeutet dies das Ende der Beziehung zwischen den beiden.

## Produktion
„Get Real“ wurde in bzw. in der Nähe der englischen Stadt Basingstoke, sowie in den Millenium Studios Elstree gefilmt. Die Aufnahmen fanden an 43 Tagen im Zeitraum vom 17. August bis zum 27. September 1997 statt.
Im August 1998 war der Film erstmals auf dem Edinburgh International Film Festival zu sehen, in die Kinos kam er jedoch in Großbritannien erst am 14. Mai 1999. Am 14. Oktober 1999 hatte der Film seine deutsche Kinopremiere.
Der deutsche Verleihtitel „Von Mann zu Mann“ führte in Deutschland gelegentlich zu Verwechslungen mit einer gleichnamigen schwulen und im selben Jahr erschienenen Fernsehproduktion, der Erotiksoap Von Mann zu Mann von Andreas Weiß.

## Kritiken
Die Kritiken fielen nach Rotten Tomatoes überwiegend positiv aus. Entertainment Weekly wählte ihn im Jahr 2005 auf Platz 34 der 50 besten Highschool-Filme.
- Roger Ebert: Certainly this film has deeper values than the mainstream teenage comedies that retail aggressive materialism, soft-core sex and shallow ideas about „popularity“.[6]
- Lexikon des internationalen Films: Eine melancholisch-romantische Komödie, die sich für Courage und Toleranz einsetzt, dabei allerdings pädagogisch etwas dick aufträgt und zu einer Reihe von Klischees greift.[7]
- Prisma Online: Dank guter Darsteller und einer stringenten, sensiblen Inszenierung kam hier ein akzeptabler Film über ein Coming Out heraus.

## Auszeichnungen
- Publikumspreis Edinburgh International Film Festival 1998
- Jury- und Publikumspreis Dinard British Film Festival 1998
- Publikumspreis Filmfest Emden 1999

## Synchronisation
Die deutschsprachige Synchronisation stammt von der FFS Film- & Fernseh-Synchron aus Berlin. Das Dialogbuch stammt von Alexander Löwe, die Dialogregie übernahm Dietmar Wunder.
| Darsteller         | Sprecher           | Rolle         |
| ------------------ | ------------------ | ------------- |
| Steven Elder       | Roland Frey        | Bob           |
| David Elliot       | Dietmar Wunder     | Glen          |
| David Lumsden      | Norbert Langer     | Graham Carter |
| Stacy Hart         | Sonja Spuhl        | Jessica       |
| Brad Gorton        | Kim Hasper         | John Dixon    |
| Judy Buxton        | Gertie Honeck      | Johns Mutter  |
| Tim Harris         | Dennis Schmidt-Foß | Kevin         |
| Charlotte Brittain | Nana Spier         | Linda         |
| Morgan Jones       | Sebastian Schulz   | Lindas Bruder |
| Patrick Nielsen    | Robin Kahnmeyer    | Mark          |
| Ian Brimble        | Frank-Otto Schenk  | Mr. Dixon     |
| Richard Hawley     | Bernd Schramm      | Raymond       |
| Ben Silverstone    | Marius Clarén      | Steven Carter |
| Jacquetta May      | Marina Krogull     | Steves Mutter |
| Kate McEnery       | Giuliana Jakobeit  | Wendy         |